# Medianeira (Paraná)
Pour les articles homonymes, voir Medianeira.

Localisation de Medianeira au Paraná

Medianeira est une ville de l'état du Paraná au Brésil.

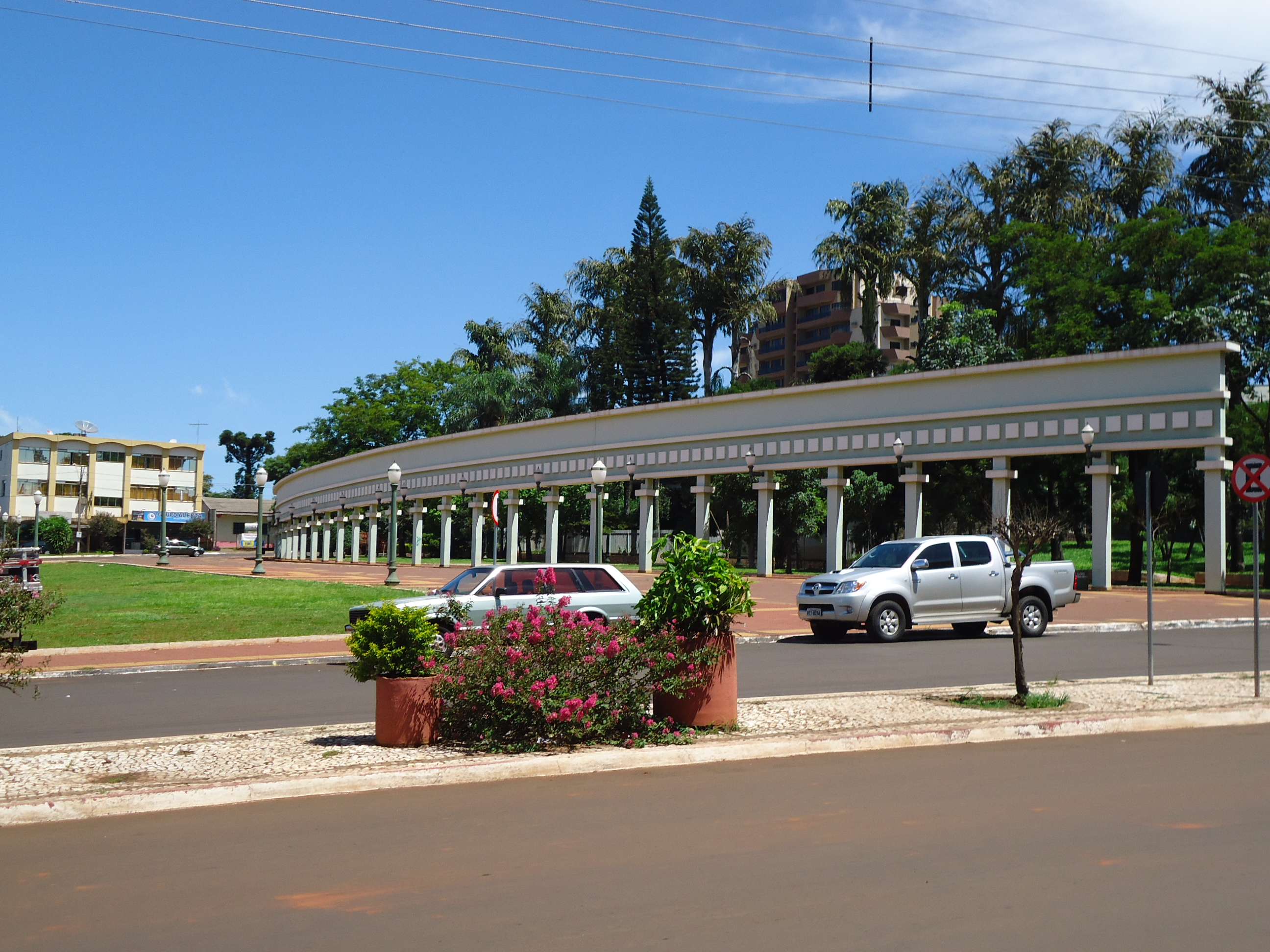
Photographie de la place principale de Medianeira, à Paraná

La population était de 39 639 habitants en 2004.
Le chanteur Michel Teló y est né.